# Христо Илиев (предприемач)
Вижте пояснителната страница за други личности с името Христо Илиев.
Христо Илиев е български предприемач, почетен консул на Република Мавриций в България.

## Биография

### Образование
Завършва Математическа гимназия и специалност „Икономика и управление на индустрията“ в Икономическия университет във Варна, а през 1997 г. става магистър по маркетинг в същия университет. Той е възпитаник на випуск ОРМ41 и притежава сертификат от Harvard Business School, член е на RICS (Royal Institution of Chartered Surveyors). Доктор е по икономика и управление.

### Кариера и развитие
Д-р Христо Илиев е основател и собственик на AG Capital – група, специализирана в инвестиции, предоставянето на комплексни услуги в сектора на недвижимите имоти, финансови и аутсорсинг услуги. Холдингът притежава инвестиционен портфейл от над 10 самостоятелни компании и повече от 1600 служители.
Адрес Недвижими имоти е основана през 1993 г. и е една от първите компании за недвижими имоти в страната. За 20 години тя се разраства от брокерска агенция с един малък офис до пазарен лидер с национално покритие. Днес в Адрес работят над 400 консултанти в 55 офиса в цялата страна.
През 2005 г. като нова компания Д-р Илиев създава Forton – консултантска фирма в сферата на бизнес имотите, която през 2010 г. става асоцииран партньор на Cushman & Wakefield за България и Македония. През 2007 г. Forton реализира сделка за Мол Варна на стойност 120 млн. Евро.
През 2005 г. е основана и компанията за луксозни имоти Unique Estates, която е и ексклузивен партньор на Christie’s Great Estates за България. През 2016 г. и най-голямата международна мрежа за луксозни имоти Luxury Portfolio International® избра Unique Estates за свой ексклузивен партньор за България.
През 2005 г. като реализация на бизнес модела в групата от компании се включва Адванс – стратегически партньор на повече от 19 банки и финансови институции. През февруари 2017 г. собствеността на AG Capital, Адванс премина към инвестиционната компания „Weston Growth Capital“. Адванс има мрежа от 80 оценители в 50 населени места и годишно изготвя над 10 000 експертни оценки. Портфейлът на компанията включва оценки на недвижими имоти, машини и съоръжения, търговски предприятия, вземания, земеделски земи и трайни насаждения, поземлени имоти в горски територии, финансови и нематериални активи.
Фронтекс Интернешънъл е компанията за събиране и управление на вземания чрез интегриране на софт, филд и юридическо събиране, която е затворила успешно над 1 400 000 казуса. През май 2017 г. AG Capital успешно приключи сделката за продажба на дяловото си участие във Фронтекс Интернешънъл. Фондът Emerging Europe Accession Fund B.V., управляван от мениджърското дружество Axxess Capital, с акционери Европейската банка за възстановяване и развитие (EBRD), Холандската финансова компания за развитие (FMO), Немската компания за инвестиции и развитие (DEG), Черноморската банка за търговия и развитие (BSTDB) и други институционални инвеститори, вече притежават 100% от компанията.
Част от бизнес стратегията на Д-р Христо Илиев е да продължи да разширява портфолиото от компании и така през 2006 г. основава BLD – асет мениджмънт компания, която през 2010 г. е листвана на Лондонската Фондова Борса.
През 2007 г. е основана Фасилити Оптимум България, доставчик на интегрирани фасилити мениджмънт услуги с национално покритие. Във Фасилити Оптимум България работят повече от 1000 служители в 199 населени места в България. През февруари 2016 г. AG Capital осъществи продажба на 100% от акциите си от Фасилити Оптимум в обща структура с нови основни собственици – инвестиционните фондове Empower Capital и KJK Capital. По този начин се обединиха двете най-големи местни компании в сектора – „Вики комфорт 2004“ и „Фасилити Оптимум България“.
Полиграфия офис център е най-големият индустриален редивелъпмънт в България и най-големият офис проект на AG Capital – модерна бизнес сграда, в неокласически стил, изградена изцяло според международните стандарти за съвременни бизнес сгради клас А. Сградата представлява неразделна част от една от архитектурните емблеми на София – Полиграфическия комбинат „Димитър Благоев“. Построен в средата на миналия век, той е идентичен по своята концепция със забележителната архитектурната композиция на обществени сгради, като Президентството на Република България, Министерски съвет и Българска Народна Банка. Днес Полиграфия офис център е бизнес комплекс със собствен дух и идентичност. Сградата е специално проектирана, за да удовлетвори и най-високите изисквания на своите клиенти за комфорт и представителност. Полиграфия Офис Център е уникален проект заради модернистичната си визия, съчетаваща класически архитектурни акценти на фасадата с изцяло нов корпус от стъкло. Просторните вътрешни разпределения са оборудвани с най-съвременни технически системи, необходими за всеки офис.
Кредит Център е част от AG Capital. Най-големият кредитен консултант в България с над 9-годишен опит на пазара на ипотечното кредитиране. Притежава лиценз за извършване на дейност и като застрахователен брокер.
През 2012 г. е основана Intelliway предлагаща услуги за търговски и жилищни недвижими имоти.
Част от AG Capital е и Имотека – най-новата агенция за недвижими имоти в групата. Всеки един от офисите на Имотека предлага поредица от уникални продукти и услуги, включително оценки на имоти, ипотечни кредити и застрахователни пакети.
През периода до 2008 г. AG Capital се развива като се диверсифицира, навлизат 6 нови бранда. От 2005 г. до 2012 г. групата се фокусира върху основния си бизнес. През последните години се концентрира и се развива вертикално. Сделките за Фасилити Оптимум, Адванс и Фронтекс Интернешънъл са част от стратегията на AG Capital да се фокусира в инвестициите и строителството на недвижими имоти. Приходите от продажбата бяха изцяло инвестирани в изграждането на нови жилищни и офис проекти. 

### Партньорства
С цел максимална ефективност и предлагане на най-добро ниво услуги и привличане на международен опит Д-р Христо Илиев договаря и установява успешни партньорства с водещи международни компании като: Cushman & Wakefield, CLS Holdings, Christie’s Great Estates, Northridge Capital, Luxury Portfolio.

### Членства в организации
Д-р Христо Илиев е основател и член на Управителния съвет на Сдружението на фамилния бизнес в България (FBN), организация с нестопанска цел, която работи за развитието и утвърждаването на семейния бизнес.
Член е на Борда на директорите на Виенския икономически форум. Първата среща на форума, чиято цел е да подпомага и насърчава инвестициите в Адриатическия и Черноморски регион, бе проведена през ноември 2004 г. Сред основателите и членовете на Форума са ръководителите на крупни австрийски фирми, политици и дипломати от Австрия и Югоизточна Европа, в чийто борд на директорите влизат – Dr. Karl Blecha, Dr. Ludwig Niessen, Mag. Stefan Szyszkowitz, Dr. Klaus Liebscher, Ing. Wolfgang Hesoun.
Член на УС на Конфедерацията на работодателите и индустриалците в България (КРИБ). Сред организациите, в които членува, са: Royal Institution for Chartered Surveyors (RICS), Harvard Club Bulgaria, Yong Presidents’ Organization (YPO), Bulgaria City Club London.

### Семейно положение
Женен за Виктория Илиева, с която имат 3 сина-Теодор Илиев, Петър Илиев, Мартин Илиев